# Fabio Andreassi
Fabio Andreassi (L'Aquila, 19 gennaio 1964) è un ex velocista italiano.
È stato il detentore della migliore prestazione italiana assoluta seniores e promesse delle 100 iarde con il tempo 9"6 manuale, stabilito a L'Aquila il 6 ottobre 1984, ancora oggi record italiano eguagliato assieme a Vincenzo Guerini (N.B.: il record seniores è però passato a Fabrizio Pandolfini con 9"5 nel 1989). Fu allenato da Isaia Di Cesare e da Stefano Rasori. Il suo primato personale sui 100 m è stato primato regionale d'Abruzzo.

## Record nazionali
Seniores
- 100 y: 9"6 m ( L'Aquila, 6 ottobre 1984) (detenuto fino al 27 marzo 1989)[4]

Promesse
- 100 y: 9"6 m ( L'Aquila, 6 ottobre 1984) (tuttora detentore del record eguagliato, assieme al tempo di Vincenzo Guerini del 21-7-1972)

## Campionati nazionali
1983
- 4º ai Campionati italiani juniores indoor a Genova, 60 m piani
- Eliminato in semifinale ai Campionati italiani juniores a Firenze, 18-19 giugno, 200 m piani

1984
- 6º ai Campionati italiani assoluti indoor, 200 m piani - 21"76[5]
- Eliminato in semifinale ai Campionati italiani assoluti di atletica leggera, 100 m piani
- 7º ai Campionati italiani assoluti di atletica leggera, 200 m piani[6]

1986
- Eliminato in semifinale ai Campionati italiani assoluti indoor a Genova, 5-6 febbraio, 60 m piani - 6"89[7]
- 8º ai Campionati italiani assoluti a Torino, 22-24 luglio, 200 m piani - 21"51[8]

 Argento ai Campionati italiani assoluti, 4×100 m - 40"81
1988
- 5º ai Campionati italiani assoluti, Milano, 6/7/8 settembre, 200 m piani - 21"58

 Oro ai Campionati italiani assoluti, Milano, 6/7/8 settembre, 4×100 m - 40"09

### A livello giovanile e societario
1980
- 7º ai Giochi della Gioventù[Giochi studenteschi?], Finale Nazionale di Roma, s.d., 100 m piani

1982
- Oro ai Campionati Italiani CSI a Catania, s.d., 200 m piani
- Oro ai Campionati Italiani CSI a Catania, s.d., 400 m piani

1986
- 5º ai Campionati italiani di società di atletica leggera, Finale A, a Cesenatico, s.d., 200 m piani - 21"51[11]
- Oro ai Campionati italiani di società di atletica leggera, Finale A, a Cesenatico, 4×100 m - 40"17[12]
- Bronzo ai Campionati Nazionali Universitari a Salsomaggiore Terme, 3-4 maggio, 200 m piani

1988
- Argento ai Campionati italiani di società di atletica leggera, Assoluti - Finale A, Torino, 20-21 luglio, 4×100 m - 39"87[13][14]

## Altre competizioni internazionali
1984
- Argento al triangolare Under 21 Italia-Spagna-Jugoslavia ( Pescara), 15 luglio[15], 100 m piani
- Oro al triangolare Under 21 Italia-Spagna-Jugoslavia ( Pescara), 15 luglio, 4×100 m - 40"82[16]
- 4º al Meeting internazionale ( Grosseto), s.d., 100 m piani[17]

1985
- Bronzo al meeting Francia-Germania Federale-Ungheria-Spagna-Svizzera-Italia, s.d., 4×100 m[chiarire se trattasi della Riunione di Helsinki 23/24-7-1985 come in elenco ne "Gli incontri inter.li degli azzurri" (Almanacco '89, p.335)]

1986
- 6º al Meeting Internazionale ( Firenze), 25 maggio, 200 m piani[18]
- Bronzo al 22º Meeting Internazionale Palio Città della Quercia ( Rovereto), s.d., 200 m piani - 21"58[19]
- 6º al X Meeting Internazionale ( Caorle), 27 luglio, 200 m piani[20]
- 5º al Meeting Internazionale ( Rieti), 7 settembre, 200 m piani - 21"22[21]
- 4º al Meeting Internazionale « Terra Sarda » ( Cagliari), 14 settembre, 200 m piani[22]
- 4º al Meeting Internazionale Trofeo dell’Industria ( Como), 21 settembre, 200 m piani - 21"61[23]

1988
- 6º allo IAAF Grand Prix Mobil Meeting Internazionale ( Rieti), 31 agosto, 200 m piani[24]

## Carriera dirigenziale sportiva
Terminata l’attività sportiva, dal 1994 al 2000 diviene presidente della Atletica L’Aquila con l’obiettivo di incrementare le potenzialità agonistiche societarie; dopo pochi anni la società riesce a vincere il titolo Italiano Amatori di corsa di strada a squadre.
È stato consigliere Fidal Abruzzo.
Nel 2001 è presidente fondatore dell’Atletica Abruzzo fino al 2009.

## Riconoscimenti
- Medaglia di bronzo al valore atletico (Campione Italiano Staffetta 4X100 m - 1988)[25]

## Curiosità
Nel 1988 Andreassi è collocato nelle Graduatorie federali in diverse specialità:
- 16º classificato - 100 m seniores - 10"70 (Meeting di Sestriere, 11 agosto)[27]
- 16º classificato - 200 m seniores - 21"41 (Meeting di Ostia, 10 luglio)
- 6º tempo manuale - 200 m seniores - 21"0 (Meeting di Biella, 16 settembre)

Anche negli anni 1983, 1986, 1989 il suo nome appare nuovamente ai vertici dell'atletica nazionale.
Nel 1984, al Meeting Città de L’Aquila, vince le 100 y con 9"6, considerata la migliore prestazione italiana eguagliando il record stabilito nel 1972 a Barletta da Guerini. Durante lo stesso evento Andreassi vince inoltre i 300 m con il tempo di 33"5, sesta prestazione italiana di tutti i tempi.
Nel 1984 è 19° nella lista italiana all time sui 200 mt con il tempo di 20"9 stabilito a Pescara il 14-10-1984
Nel 1984 è primo a pari merito nella graduatoria federale seniores (cronometraggio manuale) nei 200 mt con 20"9 stabilito a Pescara il 14-10-1984 ed è 11° nella graduatoria (cronometraggio elettrico) nei 200mt con 21"36 stabilito a Ravenna il 23-9-1984
Nel 1986, al Meeting nazionale di Chieti (18 settembre) è primo nei 100 m con il tempo ventoso di 10"3 (+2.05 m/s).
Nel 1988, al Meeting Nazionale di Chieti (21 agosto) è 3º classificato ai 200 m con il tempo di 21"42, forte vento contrario (-3,90 m/s), superato dal connazionale Carlo Simionato per un centesimo, arrivando primo Pierfrancesco Pavoni con il tempo di 21"07.